# Mateusz Gościński
Mateusz Gościński (ur. 23 lipca 1997 w Toruniu) – polski hokeista, reprezentant Polski.

## Kariera klubowa
- SMS PZHL Sosnowiec (2013-2016)
- SMS II Sosnowiec (2013-2015)
- Sokoły Toruń do lat 18 (2015)
- Sokoły Toruń do lat 20 (2014-2016)
- Nesta Mires Toruń (2015/2016)
- MH Automatyka Gdańsk (2016-2017)
- PKH 2014 Gdansk do lat 20 (2016-2017)
- GKS Tychy (2017-)

Wychowanek klubu MKS Sokoły Toruń. Absolwent NLO SMS PZHL Sosnowiec. Od 2016 zawodnik MH Automatyki Gdańsk. W maju 2017 został graczem GKS Tychy.

## Kariera reprezentacyjna
W barwach reprezentacji Polski do lat 18 uczestniczył w turniejach mistrzostwach świata juniorów do lat 18 w 2014 (Dywizja I), 2015 (Dywizja II, kapitan zespołu). W barwach reprezentacji Polski do lat 20 uczestniczył w turnieju turniejach mistrzostw świata juniorów do lat 20 w 2015, 2016, 2017 (Dywizja IB). W kadrze seniorskiej uczestniczył w turnieju mistrzostw świata edycji 2019, 2022 (Dywizja IB).

## Sukcesy
Reprezentacyjne
- Awans do mistrzostw świata I Dywizji Grupy A: 2022

Klubowe
- Brązowy medal mistrzostw Polski juniorów: 2015 z Sokołami Toruń
- Złoty medal mistrzostw Polski juniorów: 2017 ze PKH 2014 Gdansk do lat 20
- Finał Superpucharu Polski: 2017 z GKS Tychy
- Puchar Polski: 2017, 2022, 2023, 2024 z GKS Tychy
- Złoty medal mistrzostw Polski: 2018, 2019, 2020[3], 2025 z GKS Tychy
- Superpuchar Polski: 2018, 2023 z GKS Tychy
- Brązowy medal mistrzostw Polski: 2021, 2024 z GKS Tychy
- Srebrny medal mistrzostw Polski: 2023 z GKS Tychy